# Alan Cox (programmeur)
Pour les articles homonymes, voir Alan Cox et Cox.
Alan Cox (né en 1968) est un programmeur britannique qui a joué un rôle clef dans le développement du noyau Linux, depuis ses débuts en 1991. 
Il a maintenu la branche 2.2 du noyau Linux et a continué  d’être fortement impliqué dans le développement du noyau Linux jusqu’en janvier 2013 lorsqu'il annonce prendre de la distance avec Linux pour des raisons familiales. En octobre 2014 il fonde le projet Fuzix OS. 
Il vit à Swansea, au Pays de Galles, où il a vécu avec sa femme Telsa Gwynne, décédée en 2015. Il obtient une licence en informatique de l'université de Swansea en 1991 et un MBA de la même université en 2005.

## Biographie
Il installe l'une des toutes premières versions de Linux sur l'une des machines de l'université du pays de Galles et découvre de nombreux bugs dans le code de l'interface réseau. Cox recode une grande partie du système de gestion du réseau et il est depuis lors l'un des développeurs et mainteneurs principaux du noyau Linux. Étant radioamateur, il code dans le noyau une implémentation du protocole AX.25.
Il a notamment eu la charge de maintenir la branche 2.2 du noyau, et sa propre branche 2.4 (indiquée par l'acronyme « ac » dans les numéros de version, comme 2.4.13-ac1). Cette branche, réputée très stable, contenait de nombreuses corrections de bugs, la plupart du temps reprises dans la branche officielle.
Après 10 ans chez Red Hat, Alan Cox a annoncé en décembre 2008 qu'il allait maintenant être employé par Intel. Il décide de quitter Intel et le développement du noyau Linux en janvier 2013 pour des raisons familiales.
Il retournera finalement chez Intel le 28 octobre 2013 à temps partiel.
Il vit actuellement à Swansea, au pays de Galles.

## Fuzix OS: because small is beautiful
Le 31 Oct 2014, Alan Cox annonce Fuzix OS, un noyau System V réduit, initialement pour Z80, via Google+
" Fed up of SystemD?
Kdbus the final straw?
Linux community too large and noisy?
Yearn for the good old days when you knew every contributor by name and the source code fitted on a single floppy disc? "

## Récompenses
Souvent considéré comme l'un des plus importants contributeurs du noyau Linux, juste derrière Linus Torvalds, il a reçu en 2003 à Bruxelles le prix pour le développement du logiciel libre de la Free Software Foundation.
Le 5 octobre 2005, Cox a également reçu à Londres le prix LinuxWorld pour l'ensemble de ses contributions au logiciel libre.
Le 18 juillet 2013, l'université du pays de Galles Trinity Saint David lui a attribué le prix Honorary Fellowship.